# Times Square
Times Square er sammenfletningen mellem Broadway og Seventh Avenue, samt en bydel i Manhattan som strækker sig fra 42nd til 47th Street. Området fremstår med mængder af neonskilte og reklamer, og omtales af nogle som "Verdens skillevej", "Verdens centrum", og "The heart of the Great White Way", samtidig er området også centrum for Broadway teaterdistriktet. Times Square er en af verdens mest besøgte turist attraktioner og tiltrækker årligt over 39 millioner besøgende. Cirka 330.000 mennesker passerer dagligt Times Square, hvoraf langt de fleste enten er turister eller folk der arbejder i området, hvilket gør det til en af verdens mest trafikerede fodgængerpassager.
Tidligere var pladsens navn Longacre Square, hvilket ændredes til Times Square i april 1904 efter at The New York Times flyttede deres hovedkvarter til den nyopførte Times Building, stedet hvorfra kuglen falder på Nytårsaften, en tradition der startede nytårsaften 1907 og i dag tiltrækker millioner af besøgende til Times Square på netop denne aften.

## Historie

### Tidlig historie
Da Manhattan først blev koloniseret af hollænderne, samledes tre små vandløb ved det nuværende kryds ved 10th Avenue og 40th street og formede, hvad der var kendt som "Great Kill" (Hollandsk: Grote Kill). Great Kill gennemskar den lavtliggende Reed Valley, hvor der både fandtes fisk og svømmefugle og løb ud i en dyb bugt i Hudson River ved den nuværende 42nd Street.
Før og efter den amerikanske revolution tilhørte området John Morin Scott, som var general ved New York militia, hvor han tjente under George Washington. Scotts herregård lå hvor 43rd Street er i dag, omringet af åbent landskab benyttet til landbrug og hesteavl. I den første halvdel af det 19. århundrede, blev det en af John Jacob Astors mest værdifulde ejendomme. Han tjente en formue ved at udstykke området til hoteller og ejendomsprojekter i takt med at byen spredte sig til Upper Manhattan.
I 1872 var området blevet centrum for byens transportindustri. Området der endnu ikke havde fået et navn, blev af byens myndigheder kaldt Longacre Square efter gaden Long Acre i London, som også her var centrum for selvsamme industri. William Henry Vanderbilt ejede og drev American Horse Exchange på stedet indtil begyndelsen af det 20. århundrede.
I takt med industrialisering og at mere lukrative forretningsområder indtog Lower Manhattan blev beboelsesejendomme, teatre og prostitutionen skubbet nordpå, hvilket bevirkede at Longacre Square fik tilnavnet Tyveknægtenes hule. Det første teater på pladsen Olympia, blev bygget af cigarfabrikant og impresario Oscar Hammerstein I. "I starten af 1890'erne stod denne engang tyndtbefolkede del af Broadway, i lys lue med elektriske lys og strømmede i mængder af middel- og overklasse teatre, restauranter og cafégængere."

### 1900–1969
I 1904 rykkede New York Times' forlægger Adolph Ochs avisen ind i en nyopført skyskraber på 42nd Street ved Longacre Square, hvor der tidligere havde ligget et hotel. Ochs overtalte samtidig borgmesteren til at opføre en metrostation, og området blev omdøbt til Times Square d. 8. april 1904. Blot tre uger senere, var de første reklameskilte sat op på siden af en bank på hjørnet af 46th Street og Broadway.
The New York Times flyttede allerede til større kontorer på den vestlige del af pladsen i 1913. Den gamle Times Building blev senere kendt under navnet Allied Chemical Building og er i dag blot kendt under navnet One Times Square.
I 1913 blev krydset mellem 42nd Street og Broadway udpeget til at være det østlige endepunkt for Lincoln Highway, hvilket var den første vej der gik tværs over USA. Vejen der oprindeligt var 5454 km lang og går gennem 13 delstater, har sit vestlige endepunkt ved Lincoln Park i San Francisco.
Mens udviklingen af New York forsatte, blev Times Square hurtigt et kulturelt centrum fyldt med teatre, varietéer og fornemme hoteller.
Berømtheder som Irving Berlin, Fred Astaire og Charlie Chaplin opholdt sig meget omkring Times Square i 1910'erne og 1920'erne. I denne periode fik området tilnavnet The Tenderloin, pga. det angiveligt var det mest ønskværdige sted at være i Manhattan. Det var dog også i denne periode, at området blev belejret med kriminalitet og korruption i form af gambling og prostitution.
I lyset af depressionen i 30'erne forandredes pladsens stemning radikalt. Times Square fik pludselig ry for at være et farligt sted at færdes, hvilket hang ved i mange år. Fra starten af 1960'erne til begyndelsen af 1990'erne, var områdets forsumpelse et berygtet symbol på byens tilbagegang, særligt på grund af de talrige go-go barer, sexbutikker og erotiske biografer.

### 1970–1989
Så tidligt som 1960 blev blokken på 42nd Street mellem Seventh and Eighth Avenue beskrevet som den 'værste' i byen. Times Square var, som afbildet i Midnight Cowboy, barskt og mørkt, og det blev endnu slemmere i 1970'erne og 1980'erne, hvilket også gjorde sig gældende for kriminaliteten i resten af byen, hvor situationen var endnu mere alvorlig. I 1984 skete der 2300 tilfælde af kriminalitet bare ved denne blok, hvoraf 460 var alvorlige forbrydelser som mord og voldtægt. På dette tidspunkt var politiets moral ikke særlig høj og forbryderne forblev derfor ustraffede. William Bratton der blev udnævnt politikommissær for NYPD i 1994 og igen i 2014 har fortalt; "Politiet ønskede ikke en høj ydeevne; de ville ikke have ballede, for at undgå korruption og interne stridigheder. I flere år, var nøglen til en karrier hos NYPD, at skye fare og undgå fejl. Jo højere rang man angiveligt fik, jo forsigtig blev man, hvilket gjorder sig gældende op til øverste niveau" Området var på et tidspunkt så forladt, at hele området kun betalte 6 millioner USD i ejendomskatter til byen, hvilket var mindre end hvad en typisk mellemstørrelses kontorbygning i Manhattan, ville indbringe i skat i dag i datidens prisniveau.
I 1980'erne begyndte at byggeboom at ramme den vestlige del af Midtown, som en del af en helhedsplan udviklet under borgmestrene Ed Koch og David Dinkins. Rudolph Giuliani ledte i midten af 1990'erne en indsats for at få ryddet området op, hvilket beskrives af Steve Macekin i Urban Nightmares: The Media, the Right, And the Moral Panic Over the City: Sikkerheden var forhøjet, pornografiske biografer var lukket, “uønskede” lavtbetalende huslejere blev presset til at flytte og flere turistvenlige attraktioner og fornemme etablissementer blev åbnet. Fortalere for ombygningen hævder at bydelen er blevet sikrere og renere. Kritikerne har bemærket at områdets karakter er blevet homogeniseret eller Disneyficeret og uretfærdigt har ramt lavindkomst New Yorkere fra omkringliggende bydele som fx Hell's Kitchen.

### 1990'erne
I 1990 overtog New York State syv ud af ni historiske teatre på 42nd Street og non-profit organisation 'New 42nd Street' blev udvalgt til at føre tilsyn med restaureringen og vedligeholdelsen af dem. De enkelte teatre blev enten renoveret for at vise Broadway musicals, anvendt til andre kommercielle formål eller nedrevet.
Times Square Alliance (tidligere Times Square Business Improvement District), som er en koalition mellem bystyret og lokale erhvervsdrivende med det formål at forbedre handlen og renligheden i området, startede i 1992 op med aktiviteter i området. Times Square huser nu bl.a. ABC's Times Square Studios, hvor Good Morning America sendes live, en enorm Toys "Я" Us og de konkurrerende Hershey's og M&M's butikker, beliggende over for hinanden på hver sin side af gaden, samt adskillige biografer. Ydermere finder man restauranter som kinesiske Ruby Foo's, fiskerestauranten Bubba Gump Shrimp Company, italienske Carmine's og temarestauranten Planet Hollywood. Samtidig har flere finans, forlags og medievirksomheder valgt at ligge deres hovedkvarter i området. En større tilstedeværelse af politiet har også gjort området mere sikkert.
Broadway teatrene og det store antal af neon and LED skilte er blevet et af New Yorks ikoniske kendetegn, samt udtryk på Manhattans generelt høje grad af urbanisering. En primær årsag til forekomsten af det store antal skilte kommer af at Times Squares lokalplan foreskriver, at bygningsejerne skal have lysende skilte på deres facader, hvor der faktisk er en nedre grænse for, hvor meget der skal benyttes til selvsamme. Denne bestemmelse blev indført af New Yorks daværende guvernør Mario Cuomo i 1993, som en del af saneringsprojektet. 

### 2000–
Nytårsaften 2001 overrakte New York Citys borgmester Rudy Giuliani nøglerne til borgmesterkontoret til byens nye borgmester Michael Bloomberg, på Times Square efter midnat d. 1 januar som en del af nytårsarrangementet 2001-02. I omegnen af 500.000 overværede begivenheden. Sikkerheden var høj oven på Terrorangrebet den 11. september 2001, med over 7000 politibetjente på vagt, dobbelt så mange som et almindeligt år.
Siden 2002 er sommersolhvervet blevet markeret med den kæmpe Yoga event "Mind over Madness", som involverer over 15.000 mennesker. Medstifteren af eventen Tim Tompkins har fortalt, at en af grundede til eventen var "at finde stilhed og ro fra byens larm på årets længste dag".
Fra d. 14. til den 15. august 2003 blev pladsen mørklagt på grund af et stort strømsvigt i hele det nordøstlige USA og Canada i over et døgn. Strømmen kom endelig tilbage fredag aften.
En lille bombe skabte mindre skader, da den blev udløst om morgenen d. 6. marts 2008. Den førte dog ikke til nogle tilskadekomne.
Borgmesteren Michael Bloomberg annoncerede 26. februar 2009, at vejbanerne fra 42nd Street til 47th Street langs Broadway som forsøg ville blive omlagt til en gågade. Projektet skulle i første omgang vare fra 25. maj og året ud og resultaterne ville blive nøje overvåget for at afgøre effekten på trafikken, samt en mulig forlængelse af forsøgsperioden. Bloomberg argumenterede også for, at byen på baggrund af ændringen ville blive mere beboelig på grund af et fald i udledningen i kuldioxid, en reduktion af uheld med forgængere indblandet, samt at trafikken ville glide lettere gennem byen. Fra start af mødte projektet modstand fra de erhvervsdrivende, der mente, at det ville kunne skade deres forretningen at fjerne bilerne fra vejen.. På trods af blandede resultater med trafikken i området, faldt færdselsuheldene både for køretøjer og fodgængere, hvilket også gjorde sig gældende for folk der gik på vejen, mens antallet af fodgængere på området steg markant. Forsøget blev gjort permanent 11. februar 2010.
1. maj 2010 blev Times Square evakueret fra 43rd til 46th Street oven på fundet af en bilbombe. Det viste sig dog senere, at bombeangrebet var mislykket.
Området blev røgfrit i februar 2011, da byen udvidede de eksisterende rygeforbudszoner til også at omfatte Times Square. Tages man i at ryge, modtager man en bøde på 50 dollars.
I december 2013 var første fase af tranformationen af pladsen til udelukkende af være forbeholdt fodgængere færdigt, lige i tide til fejringen af nytåret 2013. Projektet vil være færdigt i slutningen af 2015.

## Besøgstal
Med sine 290.000 daglige gæster er Times Square verdens mest besøgte sted, svarende til over 106 millioner hvert år. Den store mængde trafik har resulteret i en årlig omsætning inden for detail, underholdning og hotelbranchen på 4,8 milliarder dollars, svarende til at hver gang en turist bruger en dollar i New York, bliver de 22 cent brugt ved Times Square.

### Nytårsaften
Times Square er stedet, hvorfra kuglen falder på nytårsaften. En million mennesker samles årligt på Times Square for at fejre nytårsaften, hvilket er over dobbelt så mange som det almindelige daglige besøgstal. I forbindelse med fejringen af årstusindeskiftet d. 31. december 1999 reporteredes der om op imod to millioner besøgende. Mængden strakte sig fra 6th Avenue til 8th Avenue og helt ned til 59th Street på både Broadway og Seventh Avenues, hvilket var den største forsamling på pladsen siden fejringen af afslutnignen på 2. verdenskrig i august 1945.
31. december 1907 faldt kuglen for første gang på Times Square for at markere årsskiftet og pladsen har lige siden været lokation for New Yorks arrangement ved nytårsaften. Den aften overværede flere hundredetusinde, kuglen lavet af Waterford Crystal, blive sænket fra en stang på toppen af bygningen og markere starten på det nye år. Den erstattede et spektakulært fyrværkerishow, som var afholdt i årene 1904 til 1906, der var blevet stoppet af bystyret grundet brandrisikoen. Under 2. verdenskrig var det erstatte med afholdelse af et minuts stilhed, efterfuldt af en afspilning af ringende kirkeklokker, på grund af mørklægningsbestemmelserne under krigstiden.
En ny energibesparende LED kugle blev indsat ved overgangen til 2008, hvilket var jubilæumsåret for nedsænkningen af kuglen. Kuglen anvendt ved nytåret 2008/09 var større og er blevet til en permanent installation, der bruges hele året rundt til fejringen af fx Valentine's Day og Halloween.
New York Citys renovationsafdeling anslog at de havde fjernet 50 tons affald kl. 8 nytårsmorgen i 2014, ved hjælp af 190 arbejdere.

## Times Square i Populærkultur
Times Square har medvirket talrige gange i litteratur, på fjersyn samt i film, videospil og musikvideoer.
Som et kendt landemærke er Times Square blevet angrebet og ødelagt utallige gange i film. Et soludbrud ødelægger New York City i Knowing, en tsunami skabt af en meteor ødelægger New York City i Deep Impact, i Stephen Kings The Stand hvor området er overtaget af anarki, samt i slutningen af Captain America: The First Avenger og Transformers: Revenge of the Fallen. Nogle film fremstiller det omvendt, hvor området er uhyggeligt stille, fx i Vanilla Sky, I Am Legend hvor Will Smith og hans hund er på hjortejagt i den øde metropol. Times Square fremgår også i filmen New Year's Eve, og ses også i fest kamp scenen i Spider-Man og den senere The Amazing Spider-Man 2.